# Callohesma splendens
Callohesma splendens är en biart som först beskrevs av Exley 1974.  Callohesma splendens ingår i släktet Callohesma och familjen korttungebin. Inga underarter finns listade.

## Bildgalleri

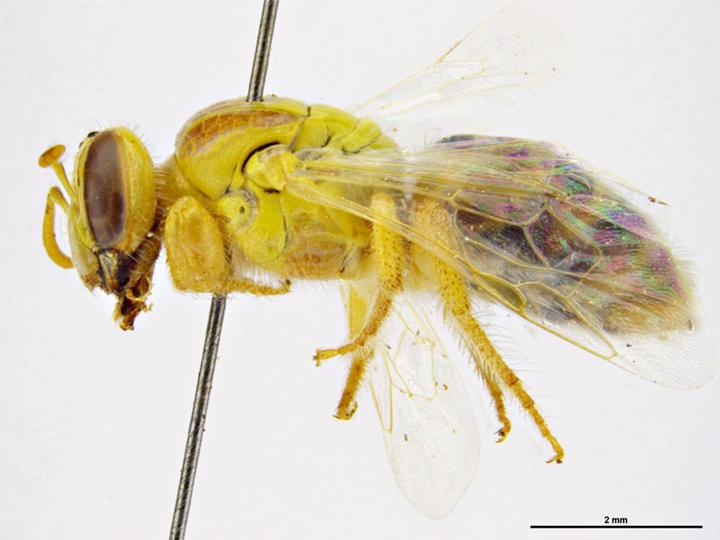
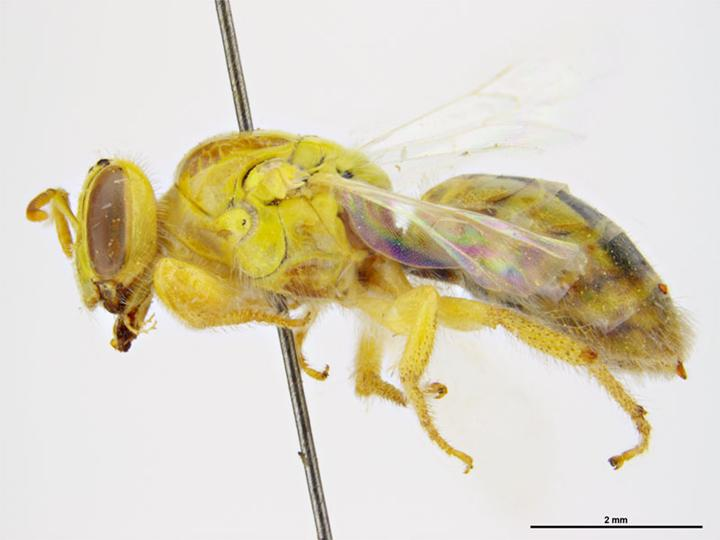